# Amphistegina
Amphistegina es un género de foraminífero bentónico de la familia Amphisteginidae, de la superfamilia Asterigerinoidea, del suborden Rotaliina y del orden Rotaliida. Su especie tipo es Amphistegina quoyii. Su rango cronoestratigráfico abarca desde el Eoceno hasta la Actualidad.

## Clasificación
Se han descrito numerosas especies de Amphistegina. Entre las especies más interesantes o más conocidas destacan:
- Amphistegina aucklandica
- Amphistegina eyrensis
- Amphistegina lessonii
- Amphistegina mamilla
- Amphistegina quoyii
- Amphistegina radiata

Un listado completo de las especies descritas en el género Amphistegina puede verse en el siguiente anexo.
En Amphistegina se ha considerado el siguiente subgénero:
- Amphistegina (Lockhartia), aceptado como género Lockhartia